# Cai Wenji
Cai Wenji (177. - ?), također poznata kao Cai Yan, bila je kineska pjesnikinja i glazbenica iz doba kraja dinastije Han. Bila je kći znamenitog glazbenika Cai Yonga. Njeno stilsko ime je ispočetka bilo Zhaoji, ali je promijenjeno u Wenji za vrijeme dinastije Jin kako bi se izbjegla sukob oko imena sa Sima Zhaom. 
Kao mlada djevojka je bila udana za izvjesnog Wei Zhongdaoa, ali je on umro 192. Godine, 195., u doba kaosa izazvanog smrću kancelara Dong Zhuoa, u kinesku carsku prijestolnicu su provalili Xiongnu nomadi, te je zarobili i odveli na sjever. Tamo je postala suprugom Xiongnu poglavice Liu Baoa te mu rodila dva sina. Godine 207. ju je otkupio sjevernjački gospodar rata i novi kancelar Cao Cao. Ponovno se udala za njegovog činovnika po imenu Dong Si; njemu je, kada je bio osuđen na smrt, spasila život moleći Cao Caoa za milost. 